# Lajny
Lajny (Leine) – niemiecka rasa owcy domowej, przystosowana do chowu pastwiskowego. Pierwotnie owce tej rasy wypasano w dużych stadach na ubogich pastwiskach położonych na zboczach doliny rzeki Leine. Owce tej rasy charakteryzuje odporność na surowe warunki środowiskowe i mniejsze wymagania pokarmowe. Owce rasy lajn były przystosowane do dalekich wędrówek, jednak z czasem forma wypasu wędrownego zanikała, na rzecz wypasania na średniej jakości pastwiskach kwaterowych oraz ugorach. Stada owiec rasy lajn, wykorzystuje się też dla konserwacji grobli okalających zbiorniki retencyjne (silne udeptywanie i przygryzanie sprzyja zagęszczeniu trawy i gruntu, co zapobiega uszkodzeniom grobli) oraz do dla ochrony i pielęgnacji krajobrazu (szczególnie na pastwiskach śródleśnych).